# Xenophylla megalogona
Xenophylla megalogona är en fjärilsart som beskrevs av Diakonoff 1948. Xenophylla megalogona ingår i släktet Xenophylla och familjen vecklare. Inga underarter finns listade i Catalogue of Life.